# Pacta vestita
Pacta vestita (łac. dosłownie 'umowy odziane') – w prawie rzymskim umowy zawarte nieformalnie (w przeciwieństwie do kontraktów, umów zawartych z zachowaniem przewidzianych formalności) wyposażone wskutek zaskarżalności (w przeciwieństwie do pozbawionych tej możliwości umów zwanych pacta nuda).
Do paktów takich zaliczano:
- pacta adiecta dodawane do kontraktu (np. pactum displicentiae – sprzedaż na próbę)
- pacta praetoria chronione przez pretora (np. constitutum debiti – zobowiązanie się do zapłacenia istniejącego długu, własnego lub cudzego)
- pacta legitima uznane za zaskarżalne w edyktach cesarskich (np. darowizna).